# Diaris de Hitler
Els Diaris d'Hitler (en alemany Hitler-Tagebücher) són un conjunt de seixanta petits llibres escrits per Konrad Kujau i publicats pel setmanari Stern l'any 1983, que pretenien passar per l'autèntic diari d'Adolf Hitler, i que finalment van ser identificats com una falsificació. L'any 1985, Konrad Kujau i Gerd Heidemann serien sentenciats a 42 mesos de presó per l'estafa.

## Troballa i publicació
Durant el mes d'abril de 1983, la revista setmanari alemanya Stern va publicar extractes d'uns documents que suposadament eren el diari de Hitler, i que havia adquirit per 10 milions de marcs alemanys (o 4,8 milions de dòlars). Els diaris cobrien un període comprès entre 1932 i 1945, i incloïen dos "lliuraments especials" sobre el vol de Rudolf Hess al Regne Unit.
Gerd Heidemann, un periodista, va dir haver rebut els escrits des de l'Alemanya Oriental, havent-los obtingut gràcies al doctor Fischer, qui pel que sembla havia aconseguit passar-los a través de la frontera, introduint-los a Occident. Els diaris, segons el relat dels estafadors, eren part d'una col·lecció de documents recuperats de les restes d'un accident aeri a Börnersdorf, prop de Dresden, l'abril de 1945.

## Falsa autenticació
Gerd Heidemann va enviar els documents a diversos experts en Història de la Segona Guerra Mundial perquè corroboressin la seva autenticitat. Entre ells, destaquen Hugh Trevor-Roper, Eberhard Jäckel i Gerhard Weinberg, els qui en una roda de premsa celebrada el 25 d'abril de 1983 van confirmar que eren autèntics. Malgrat que els diaris de Hitler no havien estat encara sotmesos a una anàlisi científica, Trevor-Roper afirmaria el següent:
| «                      | (anglès) I am now satisfied that the documents are authentic; that the history of their wanderings since 1945 is true; and that the standard accounts of Hitler's writing habits, of his personality and, even, perhaps, of some public events, may in consequence have to be revised. | (català) Ara puc dir amb satisfacció que aquests documents són autèntics; que la història sobre el seu parador des de 1945 és certa; i que la forma en la qual es narren actualment els hàbits d'escriptura i la personalitat de Hitler, i fins i tot potser alguns dels seus actes públics, han de ser, en conseqüència, revisats | » |
| — Traducció aproximada | | |   |

En aquell moment, Trevor-Roper era un dels directors de Times Newspapers, i a pesar del fet que va negar qualsevol actuació deshonesta, va haver-hi qui el va acusar d'entrar en un clar conflicte d'interessos, doncs el The Sunday Times, periòdic pel qual habitualment realitzava col·laboracions, ja havia pagat una enorme suma pels drets per publicar els diaris en el Regne Unit.

## Frau
Dues setmanes després de l'"autenticació", l'examen forense va revelar que els Diaris de Hitler havien estat impresos sobre paper modern i utilitzant tinta moderna, fabricada molt després de la mort de Hitler. A més, posseïa gran quantitat de dades històriques inexactes, entre els quals destacava el monograma de la primera pàgina, on es llegia "FH", en lloc d'"AH" (Adolf Hitler), doncs en els antics caràcters alemanys, tals lletres resultaven similars.
Finalment, el contingut del llibre va resultar ser una còpia d'un llibre de discursos de Hitler al que s'havien afegit "comentaris personals", sent que la cal·ligrafia dels presumptes "Diaris" ometia detalls importants de la cal·ligrafia personal de Hitler, la qual cosa generava majors dubtes sobre l'autenticitat. La recerca va concloure que els Diaris de Hitler eren un grotesc i superficial frau.

## Conseqüències
A més dels quatre anys i mig de presó que es van imposar al falsificador Konrad Kujau i al periodista Heidemann, l'escàndol va suposar la dimissió de Peter Koch i Felix Schmidt, dos editors del Stern. Els enemics del Sunday Times van ridiculitzar amb profusió al periòdic, i la reputació com a historiador de Trevor-Roper quedaria seriosament danyada.
El succés quedaria reflectit en una miniserie britànica produïda en 1991 i que rebria el nom de Selling Hitler. Estava basada en el llibre que Robert Harris va escriure relatant la història del frau. A més, l'any 1992, es va estrenar Schtonk!, pel·lícula del director alemany Helmut Dietl, que pesi a tenir una gran part fictícia, mostrava molts dels fets que van envoltar al cas dels falsos Diaris de Hitler.